# Merritt Hulburd
Merritt J. Hulburd (* 6. März 1903 in Philadelphia, Pennsylvania; † 22. Januar 1939 in West Palm Beach, Florida) war ein US-amerikanischer Journalist und Filmproduzent, der ein Mal für den Oscar für den besten Film nominiert war.

## Leben
Hulburd arbeitete zunächst als Journalist und war zuletzt sechs Jahre lang Mit-Chefredakteur der Wochenzeitung The Saturday Evening Post, ehe er Mitte der 1930 zunächst als Storyredakteur bei der Filmproduktionsgesellschaft Paramount Pictures seine Tätigkeit in der Filmwirtschaft Hollywoods begann.
Zwischen 1936 und 1937 produzierte Hulburd zusammen mit Samuel Goldwyn fünf Filme. Gleich für die erste gemeinsame Produktion Zeit der Liebe, Zeit des Abschieds (Dodsworth, 1936) von William Wyler mit Walter Huston, Ruth Chatterton und Paul Lukas wurden beide bei der Oscarverleihung 1937 für den Oscar für den besten Film nominiert.
Anfang 1938 kehrte er trotz der wesentlich schlechteren Bezahlung zu The Saturday Evening Post zurück und sagte dazu, dass sein Journalistengehalt von 15.000 US-Dollar nicht einmal die Steuern decken würden, die er zuvor mit seinem Gehalt von 100.000 US-Dollar in Hollywood verdient hätte. Bereits im Juni 1938 zwang ihn jedoch eine Krankheit zur Beendigung seiner Arbeit der Saturday Evening Post. Wenige Monate vor seinem Tod bot ihm Filmproduzent David O. Selznick eine Zusammenarbeit an, zu der es wegen Hulburds Tod aber nicht mehr kam.

## Filmografie
- 1936: Zeit der Liebe, Zeit des Abschieds (Dodsworth)
- 1936: Nimm, was du kriegen kannst (Come and Get It)
- 1937: Stella Dallas
- 1937: Sackgasse (Dead End)
- 1937: … dann kam der Orkan (The Hurricane)